# ورخنه‌بالتاچوو
ورخنه‌بالتاچوو (انگلیسی: Verkhnebaltachevo) یک شهرک در شهرستان تاتیشلینسکی استان باشقیرستان کشور روسیه است.